# Tad et le Secret du roi Midas
Série
Tad l'explorateur : À la recherche de la cité perdue
(2012) Tad l'explorateur et la table d'émeraude
(2022)
Pour plus de détails, voir Fiche technique et Distribution.
Tad et le Secret du roi Midas (Tad the Lost Explorer and the Secret of King Midas) est un film d'animation espagnol en images de synthèse réalisé par Enrique Gato et David Alonso, sorti en 2017. C'est un film d'aventure comique qui met en scène le personnage de Tad l'explorateur, un ouvrier devenu aventurier grâce à un malentendu. Le personnage était apparu dans plusieurs courts-métrages et dans le film Tad l'explorateur : À la recherche de la cité perdue en 2012.
Le 24 août 2022, un troisième film sort au cinéma : Tad l'explorateur et la table d'émeraude.

## Synopsis
Tad l'explorateur part cette fois à Las Vegas pour y découvrir ce qu'a trouvé son amie Sara. L'intrépide et charmante archéologue détient l'une des trois médailles d'or appartenant au collier du roi Midas. 
D'après la légende, celui qui possède ce collier a le pouvoir de transformer tout ce qu'il touche en or.

## Fiche technique
- Titre : Tad et le Secret du roi Midas
- Titre original : Tadeo Jones 2: El secreto del rey Midas
- Réalisation : Enrique Gato et David Alonso
- Scénario : Jordi Gasull, Neil Landau, Javier López Barreira, Gorka Magallón et Ignacio del Moral
- Direction artistique : Juan Jesús García Galocha
- Montage : Alexander Adams
- Animation : Maximino Díaz Gerveno, Juan Ramón Pou, Gabriel Martínez Rodríguez, Margarita Rozas Málaga et Luis Velasco
- Musique : Zacarías M. de la Riva
- Producteur : Gabriel Arias-Salgado, Álvaro Augustin, Ghislain Barrois, Jordi Gasull, Nico Matji, Edmon Roch et Javier Ugarte
  - Producteur exécutif : Axel Kuschevatzky et Jorge Tuca
  - Producteur associé : Ricardo Marco Budé et Ignacio Salazar-Simpson
- Production : Telecinco Cinema
- Distribution : Paramount Pictures
- Pays de production :  Espagne
- Genre : Animation, comédie, aventure et fantastique
- Durée : 81 minutes
- Dates de sortie :
  - France : 13 juin 2017 (Annecy 2017)
  - France : 16 mai 2018 (en salles)
  - Espagne : 25 août 2017

## Distribution

### Voix originales
- Óscar Barberán : Tad
- Michelle Jenner : Sara Lavrof
- Adriana Ugarte : Tiffany
- Luis Posada : la Momie
- Miguel Ángel Jenner : Jack Rackham
- José Corbacho : le chauffeur de taxi de Grenade
- Xavi Fernández : Secuza Xicote

### Voix françaises
- Philippe Bozo : Tad Stones
- Marie-Eugénie Maréchal : Sara Lavrof
- Guillaume Lebon : la Momie
- Caroline Espargilière : Tiffany
- François Raison : Jack Rackham
- Michaël Aragones, Sophie Arthuys, Virginie Caliari, Henri Carballido, Luc Florian, Asto Montcho, Sébastien Ossard, Marc Perez et Jérôme Wiggins : voix additionnelles
- Jacques Frantz : le collaborateur de Tad